# UFC Fight Night: Ulberg vs. Reyes
UFC Fight Night: Ulberg vs. Reyes (também conhecido como UFC Fight Night 260) é um futuro evento de artes marciais mistas produzido pelo Ultimate Fighting Championship que está programado para acontecer em 28 de setembro de 2025, na RAC Arena em Perth, Austrália.

## Contexto
Este evento marcará a quarta visita da promoção a Perth e seu primeiro Fight Night, após o UFC 305 em agosto de 2024.
Uma luta no peso-meio-pesado entre Carlos Ulberg e o ex-desafiante ao cinturão peso-meio-pesado do UFC, Dominick Reyes, está agendada para ser a luta principal deste evento.